# Золотощёкий медосос
Золотощёкий медосос (лат. Oreornis chrysogenys) — вид воробьиных птиц из семейства медососовых (Meliphagidae), выделяемый в монотипический одноимённый род (Oreornis). Вид эндемичен для запада Новой Гвинеи (индонезийская часть острова). Обитает в горах и влажных тропиках и субтропиках.

## Описание
Голова, спина и хвост покрыты оливковым оперением, шея и грудь — бледно-зелёные, лапки оранжевые. Под глазами у золотощёкого медососа есть небольшая желтоватая область, за что этот вид птиц и получил своё русскоязычное название. Клюв чёрный, слегка изогнутый.
Питаются в основном нектаром.